# コズミックフロント☆NEXT
『コズミックフロント☆NEXT』（コズミックフロント ネクスト）は、NHK BSプレミアムにて2015年（平成27年）から2023年（令和5年）に放送されていた科学番組である。

## 概要
BSプレミアムの7つのジャンルのひとつ「宇宙」をテーマにする番組として4年間放送した『コズミックフロント』がリニューアルした番組で、宇宙科学・天文学や、宇宙に関する科学史・技術史などを扱う。類似テーマがEテレ「サイエンスZERO」で採り上げられる事がある。
2023年11月のBSプレミアム閉局に伴い、11月23日に「新素粒子発見!？宇宙の常識が変わるとき」を放送してBSプレミアム版は終了。BS4Kでは翌週に「すばるとアルマから 親愛なる宇宙へ」を放送して番組全体が最終回を迎える。
再編後のNHK BSで12月から同趣向の番組「フロンティア」が放送開始。

## 語り
- 真下貴
- 堀越将伸
- 守本奈実
- 久保田祐佳
- 望月啓太（2017年5月11日〜2018年3月15日）
- 永作博美　(2015年4月2日〜2018年3月15日)
- 筧利夫　(2018年11月22日)
- 池田伸子　(2019年1月17日〜2020年5月25日)
- 稲塚貴一　(2018年6月14日〜2020年3月26日)
- 中嶋朋子　(2018年4月5日〜2020年3月26日)
- 井上二郎　(2020年5月14日〜2023年3月)
- 小西政親　(2022年4月～2023年3月)
- 萩原聖人　(2015年4月2日〜2023年11月)
- 中條誠子（2015年10月〜2023年11月）
- 小田切千（2019年2月〜2023年3月）
- 副島萌生　(2019年4月25日〜2023年3月)
- 坂井真紀　(2020年7月16日〜2023年11月)
- 礒野佑子　(2020年10月8日～2023年11月)
- 小澤康喬　(2022年4月～11月)
- 利根川真也　(2023年4月～11月)

## 出演
- 伊集院光　(公開収録の回の司会)
- 岡本信人　(2016年12月22日)
- 市瀬秀和　(2019年11月7日)
- 稲垣吾郎　(2020年11月26日)

## 声の出演
- 宇垣秀成
- 林原めぐみ
- 植竹香菜
- 河本邦弘
- 梅津秀行

ほか

## コーナー
宇宙（ほし）の街紀行
宇宙（ほし）の街紀行は世界各地の天文台や宇宙開発機関のとっておきのエピソードを紹介するコーナー。ナレーションは植竹香菜。
私の宇宙絶景
著名人のこだわりや今に至るきっかけになった宇宙絶景を紹介するコーナー。
みんなの宇宙画像
視聴者から番組に寄せられた宇宙に関する画像の中で選りすぐりのものを紹介するコーナー。エンティング終了後に発表。

## 放送時間

### 2015年4月 - 2023年11月
本放送
木曜 22:00 - 23:00
再放送
翌週水曜 23:45 - 木曜 0:45

## 放送履歴
| #1  | 2015/4/2   | ミステリー 太陽最後の日                                 | 太陽のエネルギーが底をついた時、どのようにその生涯を閉じるのか。 |
| #2  | 2015/4/9   | 月のミステリー 奇妙な発光現象の正体は?                  | 月面で起きる謎の発光現象(一時的月面現象)を最新科学で徹底解析。 |
| #3  | 2015/4/16  | クレオパトラが残した 古代エジプト天文学                 | レリーフ「クレオパトラの天体図(デンデラの黄道帯)」から古代エジプト人の天文学を推察 |
| #4  | 2015/4/30  | ミステリー 地球に最も似た惑星                           | ケプラー宇宙望遠鏡が地球に似た環境の惑星を1,000個以上見つけた。地球の環境に似た惑星探しの最前線とは。                                                                                                |
| #5  | 2015/5/14  | 100年前の大予言 ロケットから宇宙移住まで考えた超人      | 宇宙開発の父ツィオルコフスキーの先見性について。 |
| #6  | 2015/5/21  | 太陽系ミステリー 〜“幻の惑星"が語る創世記〜             | ケレスなどの小惑星から、太陽系の創世記の謎に迫る。 |
| #7  | 2015/5/28  | 生命の天体? 土星のミステリー                            | 土星のミステリーとその衛星エンケラドスなどの生命存在の可能性。 |
| #8  | 2015/6/11  | 宇宙絶景に秘められたミステリー ハッブル宇宙望遠鏡25周年 | HST打ち上げ25周年を記念して発表された25枚の画像について。 |
| #9  | 2015/6/18  | 世界初の有人宇宙飛行 ガガーリン 偉業の真実              | ガガーリンが搭乗したボストーク1号は搭乗者を守るシステムが未完成で、それが公になれば世界初の宇宙飛行として認められない可能性があった。世界初の有人宇宙飛行の真実とは。                                |
| #10 | 2015/6/25  | 宇宙の果てのミステリー                                  | 宇宙に果てはあるのか? 数式と理論により、遠くの観測不可能な宇宙の姿を解明する。 |
| #11 | 2015/7/2   | 観測史上最古! 超巨大ブラックホール 誕生の謎             | 2011年、しし座の方向に宇宙誕生からわずか8億年後に出現した、太陽の20億倍の質量を持つ超巨大ブラックホールが見つかった。                                                                                |
| #12 | 2015/7/16  | キトラ 最古の天文図のミステリー                         | 世界最古の本格的な天文図は、日本のキトラ古墳にあった。人類最古の天文図のミステリーを解明する。 |
| #13 | 2015/7/30  | コズミック×COSMOS 宇宙の旅 第1集 銀河系に立つ           | かつて世界中で大ヒットした宇宙番組『コスモス』（1979、米）のリブート版『コスモス:時空と宇宙』と2週にわたってコラボレーション。1回目は宇宙と生命をテーマに138億年という宇宙の歴史と生命誕生について。 |
| #14 | 2015/8/6   | コズミック×COSMOS 宇宙の旅 第2集 空にあふれる幻想の世界 | 星の光で読み解く宇宙の仕組み。光をも飲み込んでしまうブラックホールの謎を解明する。 |
| #15 | 2015/8/27  | 宇宙の旅人・彗星 探査機ロゼッタ 太陽系の謎に迫る        | 欧州宇宙機関の探査機「ロゼッタ」がチュリュモフ・ゲラシメンコ彗星に接近し、史上初の彗星着陸を成し遂げた。                                                                                             |
| #16 | 2015/9/3   | 今も進化中? 銀河系の奇妙な姿                            | 明らかになってきた銀河系の姿。銀河系の過去と未来について。 |
| #17 | 2015/9/17  | 最新衛星があばく 地球のミステリー                       | 日本の最新衛星、ひまわり8号とだいち2号で地球の不思議な光景や現象に迫る。 |
| #18 | 2015/10/1  | 地球誕生のミステリー                                    | 火山活動やプレート移動があるため地球誕生時の形跡は残っておらず、地球の年齢は明らかになっていない。様々な発想で地球誕生の秘密に迫る方法を解説。                                                       |
| #19 | 2015/10/8  | 反物質 宇宙のロストワールド                             | 反物質はどこに存在し、一体それは何なのか。 |
| #20 | 2015/10/29 | 大宇宙の航海術 狙った天体になぜ行ける?                  | 何もない宇宙空間でどのように航行するのか。 |
| #21 | 2015/11/5  | ダークマター 謎の物質の正体は?                          | 発見から約40年、ダークマターの謎を解明する。 |
| #22 | 2015/11/12 | ミステリー 宇宙人との遭遇                               | 生物学者、物理学者が理論的に宇宙人を考察。 |
| #23 | 2015/12/3  | 金もダイヤもザックザク! 大宇宙の宝探し                  | 小惑星から貴重な資源を入手するための計画とは。 |
| #24 | 2015/12/17 | 冥王星大接近 〜最新探査が挑む 太陽系最果て〜            | 探査機ニュー・ホライズンズの冥王星到達について。 |
| #25 | 2015/12/24 | 思わず感動! 最強の宇宙動画決定戦                        | 日本科学未来館での公開収録番組。25の感動宇宙動画候補を選出して5部門に分類、事前投票で部門ごとに最も人気のあった宇宙動画を紹介し、観客投票によって最高に感動的な「宇宙動画」を決定。                  |
| #26 | 2016/1/14  | 太陽の脅威 巨大フレア                                   | 現代文明を破壊する可能性もある太陽の「巨大フレア」。 |
| #27 | 2016/2/4   | 地球への脅威 天体衝突                                   | 地球を襲う小惑星の実態と脅威。 |
| #28 | 2016/2/18  | 発見!? 宇宙最初の星 ファーストスター                    | 宇宙誕生直後に誕生した最初の星について。 |
| #29 | 2016/3/3   | 天文学を180度変えた男 コペルニクス                      | 地動説を唱えたコペルニクスの偉業。 |
| #30 | 2016/3/17  | 地球 超未来への旅                                       | 地球はこの先どんな運命をたどるのか。 |
| #31 | 2016/3/31  | 謎の凶星「ネメシス」 大量絶滅の真相に迫る               | 太陽の兄弟星「ネメシス」という仮説について。 |

| #32 | 2016/4/7   | ついに発見!? 宇宙人の高度文明                          | KIC 8462852の減光と高度宇宙文明の可能性。 |
| #33 | 2016/4/21  | 宇宙の古代都市 球状星団のミステリー                    | 狭い範囲に100万を超える星々が密集している球状星団について。 |
| #34 | 2016/4/28  | 沈黙の宇宙飛行士 ニール・アームストロング              | ニール・アームストロングの実像。 |
| #35 | 2016/5/12  | 太陽系の支配者 荒ぶる木星                              | 太陽系の創世記における木星の影響。 |
| #36 | 2016/5/19  | 隠された真実に迫る 人類初の宇宙ステーション            | ソ連による世界初の宇宙ステーション「サリュート」開発の真相。 |
| #37 | 2016/6/2   | ミステリー 宇宙で最も寒い場所                          | 宇宙で温度が最も低い場所について。 |
| #38 | 2016/6/9   | ダイエット中? ブラックホールの意外な姿。               | 本来の何でも吸い込むブラックホールとは逆のブラックホールの謎を解明する。 |
| #39 | 2016/6/16  | 太陽に謎のリング その正体は?                           | 50年前の皆既日食時、太陽の周りに土星のようなリングが見つかった。しかし1983年にそのリングは完全に消滅した。50年来の太陽リングの謎を解明する。 |
| #40 | 2016/6/30  | 知られざる月探査「ルナ計画」                           | 「ルナ計画」とはソビエト連邦の無人月探査計画である。当初、ソ連は宇宙開発競争においてアメリカより勝っていたが、アポロ計画の成功により形勢が逆転してしまった。一般的には知られていない、ルナ計画の全貌を解明する。                                                                             |
| #41 | 2016/7/14  | 恐竜絶滅 隕石説の真相                                  | 巨大隕石衝が恐竜絶滅の原因とされているが、かつてそれは否定されていた。巨大隕石衝が恐竜絶滅の所以となったかを無名の地質学者達が証拠の裏付けを取り解明してゆく。 |
| #42 | 2016/7/28  | 恒星間飛行 人類は隣の星へ行けるか?                     | 我々人類が隣の星へたどり着くにはどういった手段があるのだろうか? SF映画で用いられた、レーザーからワープまでの常識を越えた方法で恒星間飛行が可能かを検証する。 |
| #43 | 2016/8/11  | 天文学史上最大のスキャンダル? 知の怪人・ケプラーの真実 | 天体の運行法則に関する「ケプラーの法則」で知られる、ドイツの天文学者・ヨハネス・ケプラーには師匠を殺害した疑念がある。ケプラーはどのようにして「惑星の軌道は楕円」だという事を発見したのかその真実に迫る。                                                                                   |
| #44 | 2016/8/25  | 謎の巨大惑星 プラネット9                               | プラネット・ナインとは、太陽系外縁に存在するされている大型の天体（天王星型惑星）の事である。この度、世界各地の天文学者がプラネット9発見を目指して調査を開始した。太陽系内にはいくつの惑星が存在するのかを新惑星を15年に渡って探し続けたひとりの研究者の執念に迫りつつ解明する。              |
| #45 | 2016/9/1   | 抱き続けた宇宙への野望 フォン・ブラウンの人心掌握術    | アポロ計画で人類を初めて月へ送り届けたロケットの開発者である、ヴェルナー・フォン・ブラウンは人身掌握術にも長けていた。宇宙をめざしたい彼の野望とその信念に迫る。 |
| #46 | 2016/9/8   | 宇宙に満ちる謎 ダークエネルギー                        | 「ダークエネルギー」とは重力と反対の方向に働いて、膨張速度が無限大に達して最後には「空」の宇宙が残されると言われている。宇宙の始まりと終焉に深く関連している、ダークエネルギーの謎を解明する。                                                                                               |
| #47 | 2016/9/22  | 生命の新天地!? アイボール・アース                      | 「アイボール・アース」とは人の目に似ている所からそう呼ばれている。この新しいタイプの岩石惑星は太陽から適度な距離にある、水か液体として存在できる位置にある。近年、アイボール・アースは赤色矮（わい）星の周りに多く発見されて研究者の注目を集めている。「アイボール・アース」の謎を解明する。 |
| #48 | 2016/10/13 | 銀河鉄道からのメッセージ 宮沢賢治の宇宙論              | 宮沢賢治の不朽の名作『銀河鉄道の夜』に登場する数々の星や星座は現代天文学から見てもその正確さは目を見張るものがある。実は当時最先端の天文学や物理学の知見を反映したからであった。現代科学の見地から「銀河鉄道の夜」を解説する。                                                               |
| #49 | 2016/10/20 | ツングースカ爆発の真相に迫る                           | 約100年前にシベリア・ツングースカの針葉樹林で「謎の大爆発」は2000平方キロメートルもの範囲の木をなぎ倒した。この爆発は隕石によるものだと言われていたが、その根拠は発見されなかった。最新調査によりツングースカ爆発の謎を解明する。                                                            |
| #50 | 2016/10/27 | 太陽系 神秘の海 水と生命のミステリー                   | 生命の源である海は地球のみならず、太陽系の随所にある事が確認されてきた。土星の衛星タイタンには奇妙な液体メタンの海が、そして既に消滅した火星の海では想像を絶する巨大津波が発生していた事がわかった。太陽系の海の秘密を解明する。                                                             |
| #51 | 2016/11/17 | 金星 ビーナスの素顔に迫れ!                             | 金星は西洋においては美の女神“ビーナス”に例えられてその名前が付けられている。日本は金星研究の先陣をきる形で探査機「あかつき」で調査を開始した。最新の報告を踏まえて金星の謎を解明していく。                                                                                                   |
| #52 | 2016/11/24 | 天文学の革命児! エドウィン・ハッブル                   | アメリカ人天文学者の名前をつけられた「ハッブル宇宙望遠鏡」。エドウィン・ハッブルは大学での専攻は天文ではなく法律で、学会ではすぐ喧嘩を起こすトラブルメーカーだった。当時の人類の持つ宇宙理念とは異なった視点を持つ、エドウィン・ハッブルの知られざる人生を振り返る。                         |
| #53 | 2016/12/15 | 密着! 史上最大の彗（すい）星探査                       | 欧州宇宙機関のロゼッタによる探査機での彗星調査は2016年9月末に探査機本体が彗星に衝突する形で終焉を迎える。彗星と併走したロゼッタの探査機カメラによって中心核の表面を解像度数十cmという詳細さで撮影した映像を元に彗星誕生の謎を解明する。                                                      |
| #54 | 2016/12/22 | 地球という星をつかめ 伊能忠敬                          | 江戸時代に17年をかけて日本全土を実地測量し詳細な日本地図を作成した事で知られている、伊能忠敬は宇宙にも大いなる探究心を抱いていた。彼がどのような手法で星を観測し、地球の大きさを計測したのかを解説する。                                                                                     |
| #55 | 2017/1/12  | 目指せ! 人工衛星・探査機マスター                       | 東京お台場の日本科学未来館での公開収録の特別編。2017年は世界初の人工衛星「スプートニク1号」打ち上げから60年、探査機ボイジャーの打ち上げから40年。そこでこれまで人類が宇宙に送り出してきたの人工衛星や探査機の数は7000を超える。人工衛星や探査機に関してクイズ形式で解説する。                |
| #56 | 2017/1/26  | 惑星誕生のミステリー 1%の奇跡                          | 大きさはおよそ1ミリの1000分の1の塵を材料として惑星は形成されている。宇宙にわずか1％しかない塵。いかにして巨大な惑星に成長したのかを、科学者たちが描く最新のシナリオで解説する。 |
| #57 | 2017/2/9   | 村山斉の宇宙をめぐる大冒険 宇宙の始まりを探る          | 東大の人気物理学者・村山斉が未知の物質ダークマターの正体を世界の絶景地で様々な実験を元に宇宙の神秘と謎と共に解説する。 |
| #58 | 2017/2/16  | 村山斉の宇宙をめぐる大冒険 宇宙に終わりはあるのか?     | 東大の人気物理学者・村山斉が宇宙の始まりと終わりについて数多くの実験で解説する。さらに宇宙にとって最重要存在であるダークエネルギーについても分かりやすく解説する。 |
| #59 | 2017/3/9   | いざ火星へ! 完全植民計画 最前線                        | 今、アメリカはトランプ政権の元で火星への有人探査を前進させ宇宙開発において世界のトップを狙う動きがある。人類は火星をテラフォーミングする事によって火星を“第2の地球”に改造できるのか。火星完全植民計画を解説する。                                                                            |
| #60 | 2017/3/16  | 大海の一滴 1000年の旅                                  | 私達の故郷、太陽系第3惑星「地球」は「海」の存在によって“生命あふれる惑星”となった。人工衛星で海を観測する事によってその理由の一つ、大気中の二酸化炭素を海に取り込んでいることもわかった。今回は一滴の水がどのように「海流」が生み出されるかシミュレーションを交えて解説する。                |
| #61 | 2017/3/30  | 太陽系最大の惑星 木星の謎に挑む                        | アメリカNASAの探査機ジュノーは現在、周回軌道において木星を観測中である。その目的は地球の質量の300倍以ある、巨大惑星の生誕の謎を明らかにすることだ。科学者達の意見も交え、木星の謎を解説する。                                                                                                |

| #62 | 2017/4/13  | 宇宙人からのメッセージ!? 謎の電波に迫る         | 2015年、ホーキング博士らは10年かけて100万もの星を探査して史上最大の地球外文明探査プロジェクトを開始した。その最中、ロシアの電波望遠鏡は2秒間に渡る、謎のシグナル”を受信した。人類が宇宙人からのメッセージを捉える事ができるのだろうか? 科学者の様々な見解と検証を交えて解説する。                                                                                           |
| #63 | 2017/4/20  | 奇跡の隕石                                      | 20世紀終わりに厳冬期のカナダ北西部で大ヒット映画「君の名は。」で描かれた巨大彗星の話は実際に起こっていた。そこで発見された黒い隕石の破片は分析により太陽系の果てからやってきた事が判明した。軌跡の隕石が物語る、太陽系創世記の物語を解説する。 |
| #64 | 2017/5/11  | 旧ソ連幻の宇宙船ブラン スペースシャトル計画     | 冷戦時代にソビエト連邦が製造したスペースシャトルがかつて間違いなく存在した。「スペースシャトル計画」はソ連政府の資金が尽きるまで長期間続けられた。米国のスペースシャトル計画の前進に誘発されて、ソ連の科学者達が持ち続けた再利用可能な宇宙船という構想について関係者のコメントを交えて解説する。                                                                            |
| #65 | 2017/6/8   | 初公開! 恐竜絶滅 詳細なシナリオ                 | かつて地球を支配していた恐竜達は6600万年前に突然、姿を消した。その理由はメキシコ湾の海底に秘められていた。地球規模での恐竜の大量絶滅の謎を詳細なシナリオを踏まえて解説する。 |
| #66 | 2017/6/15  | 地球を守る見えざる盾 磁場消滅の脅威             | 宇宙から降り注ぐ有害な放射線や太陽風から生命を守る見えざる盾とも言える、地球の磁場に異変が起きている。その理由はここ数年の観測で磁場の量が減少している点にある。このまま磁場減少が継続すれば気候変動が起こり、我々人類の社会生活に大きな支障をきたすと言っても過言ではない。最新の研究を元に磁場発生のメカニズムを解説する                                                  |
| #67 | 2017/6/22  | 赤い雨のミステリー 生命の起源                   | 2012年11月13日,スリランカで赤茶色の血のような赤い雨が降った。そしてその中から謎の赤い微生物が大量に発見された。これらの微生物は地球外生命か、もしくは宇宙を旅した地球の微生物か帰還してきたものなのか? 赤い雨の謎を生命の起源に迫りつつ解明していく。 |
| #68 | 2017/7/13  | 宇宙は偶然か必然か? 最新宇宙論が描く新しい姿    | 宇宙は一つだけでなく、無数に存在するマルチバース宇宙論が科学者の間で話題になりつつある。我々の宇宙の存在は偶然か必然か? マルチユニバースはアインシュタインの一般相対性理論では説明できない。最新の宇宙論でマルチユニバースについて解説する。 |
| #69 | 2017/7/20  | 100年の謎 ブラックホールは存在するか?           | 宇宙は138億年前のビッグバンで始まったと考えられている。ビッグバンの10億年後には無数の宇宙が存在し、その中心には巨大なブラックホールがあった。どんものでも吸収してしまう不思議な天体"ブラックホール"の姿を分かりやすく解説する。 |
| #70 | 2017/8/23  | 速報! アメリカ横断 皆既日食 太陽の秘密に迫る    | 8月22日(米国時間21日)、アメリカで皆既日食が起きる。アメリカを横断する皆既日食は実に99年ぶりだ。各地で観測に密着! 壮大なスケールで太陽の真の姿に迫る! |
| #71 | 2017/8/24  | 知られざるイスラム天文学                        | 中世のイスラムの人々は礼拝に必要な時間と方角を知るために天文学を学んでいた。そして航海や砂漠での旅に必要な情報取得のために平面アストロラーベと呼ばれた、古代の天文学者や占星術者が用いた天体観測用の機器が発明された。現在、残されている様々な資料を元にイスラム天文学について解説する。                                                                                    |
| #72 | 2017/9/7   | コンピューターと呼ばれた女性たち                | アメリカが旧ソ連と宇宙開発競争を行っていた頃、NASAには「コンピューター」と呼ばれる女性たちが勤務していた。彼女達はアメリカ初の宇宙飛行や月面着陸成功にも功績を残した。当時の関係者たちの証言から彼女達の活躍を解説する。 |
| #73 | 2017/9/14  | 過酷な大地が生んだ アボリジニ天文学             | 天文学はメソポタミアや古代ギリシアの時代に北半球の国々で誕生・発展したと言われていてきたが、南半球オーストラリアの先住民族アボリジニが「人類最古の天文学者」である可能性があると言われ始めた。多くの謎に満ちたアボリジニ天文学を解説する。 |
| #74 | 2017/9/21  | 速報! 土星最接近 カッシーニのグランドフィナーレ | 2017年9月15日、土星探査機「カッシーニ」が20年に及ぶ探査を土星に突入後に終える。特に衛星タイタンへ送り込まれたホイヘンスのメタンの湖を発見により地球外生命の存在の可能性も見出した。カッシーニの最後の探査を報告する |
| #75 | 2017/10/5  | 宇宙が真空崩壊!? 宇宙の未来をパパに習ってみた   | 未来の宇宙が我々が気づく間もなく真空崩壊で一瞬で消え去る可能性を物理学者が提言している。素粒子物理学が予言する未来の宇宙の姿を解明する。 |
| #76 | 2017/10/12 | 謎の金属天体 プシケ                             | 表面がむき出しの鉄ニッケル合金で構成されている、太陽系の小さな天体が今注目を集めている。その名は小惑星プシケ。巨大な鉄の塊が宇宙空間を浮遊しているのかを現在の様々な学説を用いてで解説する。 |
| #77 | 2017/11/2  | 映像革命! 宇宙の謎を解き明かせ                  | 日進月歩の勢いで性能が高まっていく、最新のカメラ技術でオーロラや太陽表面の爆発のメカニズム等の謎が解き明かされてきた。火星表面の探査機キュリオシティからの驚愕の画像により未知の宇宙の謎に迫る。 |
| #78 | 2017/11/9  | ホーキング博士の提言 100年以内に宇宙へ (1)      | 天才物理学者ホーキング博士は資源の欠乏や災害ななどに襲われる可能性により人類が新たな惑星へ移住せざる得ないと述べている。人類の第2の地球への移住計画を解説する。 |
| #79 | 2017/11/16 | ホーキング博士の提言 100年以内に宇宙へ (2)      | 後編の今回は第2の地球へ移動するための最新ロケットや移住先での文明を築くためのロボット等についてホーキング博士が紹介する。 |
| #80 | 2017/11/23 | 人類は宇宙移住できるか?                         | 日進月歩の勢いで発展する、技術開発によって宇宙移住計画がより現実に近いものになってきた科学者達が人類の宇宙移住計画と第2の地球での自給自足生活および生活空間の探査までの最新研究結果を解説する。 |
| #81 | 2017/12/7  | "かぐや"が発見! 謎に満ちた月の巨大な穴          | 「月」には地下に長さ50kmも続く広大な空洞が広がっていることが発見された。発見したのは日本の月周回衛星「かぐや」。なぜ月面にこのような穴ができたのか。多くの謎に満ちた月の巨大な穴について解説する。 |
| #82 | 2018/1/18  | 科学者たちに愛された小説家 ジュール・ヴェルヌ   | 19世紀フランスの作家ジュール・ヴェルヌは自身の作品「月世界旅行」で後年、宇宙開発を牽引する科学者達の少年時代に多大なる影響を与えた。驚くことに「月世界旅行」の内容は100年後に実行された月計画に酷似していた。ジュール・ヴェルヌは何故、今の宇宙開発につながるそのような物語を描けたのか、その謎を解説する。                                                                 |
| #83 | 2018/2/8   | 天狼星 シリウスのミステリー                     | オリオン座の近くで青白く輝く「冬の大三角形」の1つ“シリウス”には多くの謎が秘められている。一つ目は19世紀にシリウスが蛇行をしている事が発見されたこと。二つ目は一般相対性理論の正当性を証明した、暗くて謎めいた星「シリウスB」の発見。そして最後の三つ目は2千年ほど前の古代ローマ等の記録ではシリウスはなんと「赤い」とされていたことである。シリウスに起こった謎を解明する。 |
| #84 | 2018/2/15  | 超小型衛星がひらく 未来予想図                   | 現在、「超小型衛星」は大型衛星に比べ低価格かつ短期間で開発出来る点で世界中から注目を集めている。そして米国では独自の衛星を用いて大西洋上の全てのタンカーを監視を行っている。「超小型衛星」に秘められたビジネスチャンスおよび様々な利用方法の可能性について解説する。 |
| #85 | 2018/3/15  | 日食×太陽フレアのミステリー                     | 多くの研究者が去年8月、北アメリカ大陸で起きた皆既日食の観測時に「太陽フレア」の調査をしていた。太陽フレアは電子機器およびインフラに多大なる影響を及ぼす。そしてその発生の起源はまだ解明されてない。実は皆既日食時のみにその謎を解くヒントが隠されている。日食×太陽フレアの謎に迫る。                                                                                        |
| #86 | 2018/3/22  | 宇宙からの素粒子で探る ピラミッドの謎           | 宇宙線がつくる素粒子ミューオンによって日本の研究チームがエジプトの大ピラミッドに未知の巨大空間を発見した。ミューオンによる巨大構造物の「透視」は約50年前、物理学者ルイス・アルヴァレスが既に取り組んでいた。日本においては福島原発事故調査で利用されて、実用化が進められていたのだ。ミューオンにまつわる科学史も紹介しつつ、ピラミッド透視計画について解説する。            |

| #87  | 2018/4/5   | 史上最大の大量絶滅 真犯人を追え!                           | 2億5千年前に地球は宇宙線の影響で地球規模の寒冷化が超大陸により起きていたのか? 溶岩あふれるアフリカの火山やアラビア半島で進行中の科学掘削の原因等、数多くの地球の謎について解明する。 |
| #88  | 2018/4/12  | 市民科学の最前線 謎の発光現象“スティーヴ”                  | ある日突然出現し、30分ほどで消える発光現象がカナダのアルバータ州上空で目撃された。専門家ですら解明できないこの現象をオーロラ愛好家が科学者達のこの調査に協力した。アニメ映画に登場する正体不明の物体にちなんで「スティーヴ」と名付けられた謎の発光現象について解説する。 |
| #89  | 2018/4/19  | 村山斉の宇宙をめぐる大冒険 私たちはなぜここに存在するのか? | 私たちがこの宇宙に存在する理由は138億年前の宇宙誕生時に生まれた“素粒子”と“反素粒子”にあった。素粒子物理学者・村山斉さんが難しい素粒子の世界を剣道場や野球場、祭りなどで七変化等に例えてわかりやすく説明しつつ、すべての源“素粒子”と最新研究を解説する。 |
| #90  | 2018/5/10  | 宇宙への扉を開け! 鹿児島県                                 | 鹿児島には「宇宙への扉」とも呼ばれている、ロケット発射場が種子島と大隅半島の内之浦の2か所にある。探査機「はやぶさ」や気象衛星「ひまわり」等の打ち上げに携わった方々のその思いを交えて屋久島と宇宙との意外な関係を解説する。 |
| #91  | 2018/5/24  | フェイク? 真実? 検証 宇宙のミステリー                      | “宇宙開発”の分野は「フェイクニュース」の宝庫と言われ注目されている。"陰謀論"でお馴染みの1970年代のアポロ月面着陸映像に始まり、「火星に光る天使!?」等の画像がネットを賑せている。今回はこれら画像の発信者およびそれらを科学的に論破する人を徹底的に取材し解明する。そして「アポロは月に行っていない」という噂を取り上げたTV番組を取材しその真実に迫る。                                        |
| #92  | 2018/6/7   | 重力波 天文学を変えた奇跡の2週間                           | 中性子星の衝突・合体による重力波が2017年8月17日に中性子星の衝突・合体による重力波が初めて検出された。世界中の科学者達の重力波の源を探すための緊急観測によって金やプラチナの起源が解明される等の多大なる成果を得られた、世界中の科学者達の2週間の緊急観測について詳細まで解説する。 |
| #93  | 2018/6/14  | 謎のオーロラ大乱舞! 奇跡の島                               | 北極圏スバールバル諸島は360度オーロラを見渡せる景色に囲まれている。そしてその光景は24時間連続で見られる場合もあるという。その上、数種類の稀なオーロラも観測できる……赤いオーロラやシータオーロラ、点滅オーロラ等である。オーロラ美術館のようなそれらオーロラの秘密と地球の磁場に開いた空洞の解説を交えて真相を解明する。                                                                       |
| #94  | 2018/6/21  | ネアンデルタール人はなぜ絶滅したのか?                      | 私達、現代の人類とネアンデルタール人にはDNA分析から驚くべき共通点が発見された。ホモ・サピエンスと同等の強靭な肉体と大きな脳を持っていたネアンデルタール人はなぜ絶滅したのか? 最新科学による研究結果を織り交ぜながらその謎を解明する。 |
| #95  | 2018/6/28  | 大冒険! はやぶさ 太陽系の起源を見た                        | 2010年6月から7年間・60億kmの長い旅を終えてようやく「はやぶさ2」が小惑星リュウグウに到着する。今回は先代の初代「はやぶさ」の偉業を振り返る。初代「はやぶさ」は小惑星のかけらを地球に持ち帰る……といった偉業を成し遂げたが、その道は困難の連続だった。地球への帰還中に通信が途絶えて行方不明になったり、イオンエンジンの故障等。初代「はやぶさ」の波乱万丈に満ちた偉業とその冒険物語を紹介する。 |
| #96  | 2018/7/5   | COSMIC SONG〜宇宙に響く不思議な歌〜                        | 壮大な宇宙の歴史を解くヒントとなる、「星の歌」。その歌には宇宙空間の静寂さそして時にはあらゆる音が交わったにぎやかな空間を表現する力がある。今回は2018年には宇宙へ音楽を送るというイベントまで行われた。「コズミックソング」の世界を紹介する。 |
| #97  | 2018/7/19  | 人類と星のファーストコンタクト                             | 約6万年前から4万年前、古代の人類がアフリカから世界中へと広がる旅路の途中に「星」との出会いがあった。古代の人類が世界最古の「手形」が見つかったスラウェシ島の洞窟を出発点に新天地オーストラリアへの経路、「海の道」に星との出会いのルーツがあった。古代の人類がどのように海を渡ったのかを先住民族アボリジニに伝わる「星の神話」を手がかりにその謎を紐解く。                                    |
| #98  | 2018/8/2   | 人類絶滅寸前! 超巨大噴火                                   | 今から7万4000年前の東南アジアのインドネシアにあるトバ火山による大噴火は人類を絶滅の危機に追いつめた。大噴火の影響により長期にわたって地球全体を寒冷化させた事で当時地球上に10万人いた人類は1万人にまで減少した。わずかに生き延びた人類は、この危機をどうやって打破し現在に至ったのかを解説する。                                                                                              |
| #99  | 2018/8/30  | 最新観測で挑む! ダークマターの謎                           | 目視で捉える事ができない謎の物質、ダークマターは宇宙最大の謎である。だか現在、日本のすばる望遠鏡の8億7000万という画素でダークマターを撮影したことでその謎解明に一歩近づいてきた。ダークマターの正体に迫る研究者たちの挑戦を解説する。 |
| #100 | 2018/9/13  | 宇宙開発を変えるか? 人工知能・AI                           | 現在、恐るべきスピードで進化を遂げつつある人工知能・AIは宇宙開発の根幹を担っているといっても過言ではない。その実態は未知の惑星発見およびコンピューター・シミュレーションによる画像の提供等、銀河の進化のプロセスの解明に多大なる貢献をしている。今後、人工知能・AIが宇宙開発に及ぼす可能性を解説する。                                                                                        |
| #101 | 2018/9/27  | 宇宙へ挑め! 岐阜県                                         | 豊かな自然と伝統が息づく岐阜県は、知る人ぞ知る日本の中でも特に宇宙との関係が深い地域である。そして星空絶景など、宇宙を身近に感じることができる地域でもある。知られざる岐阜と宇宙の関係性について解説する。 |
| #102 | 2018/10/4  | すべてが想定外! 太陽系外から来た訪問者                     | 「オウムアムア」……ハワイ語で「初めての使者」と呼ばれる物体。2017年10月に観測史上初めて太陽系外からやってきた物体として観測された。「オウムアムア」は宇宙船のような細長い葉巻型をしている。はたして「オウムアムア」の正体は何なのか? 限定された情報を元に天文学たちの見解を紹介する。 |
| #103 | 2018/11/1  | イギリス流宇宙開発 2030への野望                            | 2030年に70兆円達する予定の世界の宇宙関連市場にイギリスは、10%のシェア獲得を目標にしている。その先駆けとして国内に宇宙版シリコンバレーを設置し、280社の誘致に成功済み。今回はイギリスの火星探査ローバーや宇宙旅行用のロケット開発について解説する。 |
| #104 | 2018/11/22 | 「生まれ変わるスーパーカミオカンデ」                       | 神々しいほどの美しさを持つスーパーカミオカンデが新たに超新星背景ニュートリノが発見できる装置に生まれ変わるための改修工事が行われた。光センサーを新型に一部変更および水純化装置の改良が行われた。5か月間にわたる研究者達の努力の記録と4Kで撮影した貴重なスーパーカミオカンデの内部映像を公開する。                                                                                             |
| #105 | 2018/12/27 | 「アポロ8号 決死のミッション」                             | 50年前に人類史上初めて月の周回に成功した、アポロ8号の偉業のには数々の困難が存在した。限られた時間の中での強力エンジンの開発およびコンピューターの小型化。そして飛行士が発した謎の言葉、「月の裏側でサンタクロースに会ったよ。」の意味するものは? アポロ8号に与えられた作戦の全てを解説する。                                                                                                  |
| #106 | 2019/1/10  | 「最新報告“はやぶさ2”リュウグウに挑む」                    | 探査機「はやぶさ2」が約3億キロ離れた小惑星「リュウグウ」に到着し、表面のサンプルを採取する「タッチダウン」を行う。だかその「リュウグウ」は想定以上に平地が少ない上、安全に着地できる場所が僅かであったために日程を延期で「タッチダウン」を行う事になった。、観測から明白になった「リュウグウ」の最新情報を解説する。                                                                          |
| #107 | 2019/1/17  | 「どこで会う!? 地球外生命体」                              | 地球外生命体の存在の有無は現在、科学の常識では確定的となっている。論点は「いつ、どこで出会うのか」という事のみである。今回は「太陽系」「銀河系内」「銀河系外」においての生命体との遭遇を科学的にシミュレーションし、これから訪れるであろう未来の大発見を解説する。 |
| #108 | 2019/1/31  | 「密着! 地球防衛最前線」                                   | 2018年6月、アリゾナ州の天文台が地球に衝突する可能性のある「自動車ほどの天体」を発見した。このような宇宙の脅威から地球を守るために世界の関係者が協力して探査を開始した。これら地球防衛・技術の最前線を解説する。 |
| #109 | 2019/2/7   | 「酸素誕生に迫れ! 南極 氷の下のタイムカプセル」            | "地球は生命あふれる星"になった理由の一つは大気中の酸素の存在である。そして南極の氷の下に広がる湖底にはその酸素を生み出した微生物の塊の存在も確認されている。南極の広大な湖底には地球が酸素で満ちた謎にあふれている。地球が酸素に満ちた星になった起源を解説する。 |
| #110 | 2019/2/14  | 「土星探査機カッシーニの遺産」                             | 2017年9月15日に土星の大気圏に突入して燃え尽きた、探査機カッシーニは20年間の作業を終えた。あれから1年、様々な土星に関する観測ﾃﾞｰﾀーは世界中の科学者達に分析され土星の輪の構成要素、そしてこれまでの定説とは根本的に相反する可能性が明確になった。探査機カッシーニの土星観測データーの最新成果を報告。                                                                                          |
| #111 | 2019/2/21  | 「失われたノーベル賞 女性天文学者とパルサーの謎」          | 50年前に最初に謎の天体パルサーを発見した女性天文学者にノーベル賞は与えられなかった。当時の同僚も「今なら確実にノーベル賞候補だ」と語っていた。しかし彼女の功績が認められて2018年、賞金3億円の科学賞が女性に与えられたのだ。この50年間にパルサー研究は女性天文学者たちに受け継がれ、大きく発展していった。最初に発見した女性天文学者の人生とパルサーの謎を解明する。                           |
| #112 | 2019/3/14  | 「見えてきた! 5億光年の宇宙地図」                          | 地球は5億光年もの大きさのラニアケア超銀河団の一員であることが2014年に判明した。この発見は銀河の位置と動きを示した宇宙地図の賜物である。2019年1月にはさらに広範囲の宇宙地図が発表された。天文学者たちの宇宙地図作成のルーツとその研究について解説する。 |
| #113 | 2019/3/21  | 「アインシュタインの知られざる予言 重力レンズ」            | アインシュタインが予言した、一つの銀河の光が引き延ばされたりする事によって起こる摩訶不思議な現象「重力レンズ」は天体を宇宙人のように見せたり、笑っている猫のように見せたりする。この現象はタイムマシーンのような観測を可能にし、宇宙の最果てを見ることにも応用されている。重力レンズがもたらす驚異の宇宙を解明する。                                                                          |
| #114 | 2019/3/28  | 「コズミック・アート〜宇宙が生み出す美の祭典」             | 今、アーティストたちの独自の感性が人類が火星で居住するための究極の家の設計に必要とされている。NASAと建築デザイナーは巨大な3Dプリンターを活用し、不思議なデザインの家作りを既に開始している。そしてゴッホの名画に隠された星空の謎はいかなるものなのか?「宇宙×芸術」の最前線を紹介する。 |

| #115 | 2019/4/4   | 宇宙からの素粒子で探る 古代ローマとマヤ遺跡    | 宇宙から降り注ぐ素粒子ミューオンを使った古代遺跡透視シリーズ第2弾。エジプトの大ピラミッドの内部にミューオン透視技術によって未知の巨大空間が発見された。この透視技術で火山灰の下に保存されているポンペイ近郊の遺跡やマヤ文明最盛期のコパン遺跡等、次なる古代史の謎の解明に挑む。 |
| #116 | 2019/4/11  | 史上初! ブラックホール直接観測                 | アインシュタインが予言した謎の天体、ブラックホールは強烈な重力を持つ魔の天体だ。10年に及ぶ準備期間を経て世界各地の望遠鏡をネットワークで結んで、仮想的に地球サイズの巨大望遠鏡でブラックホールを直接観測が開始された。しかしこの観測では数々のトラブルが発生し研究者達を悩ませた。最新の研究成果を報告する。                                                                                                |
| #117 | 2019/4/18  | 宇宙の冒険者〜ホーキング博士 ラストメッセージ  | 難病ALSを患いながら、なぜか危険も顧みずに世界中を旅した、2018年に76才で亡くなった宇宙物理学者スティーブン・ホーキング博士の功績について解説していく。その内容は宇宙の始まり、ブラックホール蒸発、タイムトラベル等……常識外れの理論を次々と打ち出しつつ、最後の著書では、環境問題やAIの脅威など「人類の未来」に警告を発していた。これらの事に加え友人たちの証言をまじえて人間・ホーキングの素顔について語る。 |
| #118 | 2019/4/25  | あなたと宇宙を結ぶストーリー 銀河大衝突        | 2018年に我々が住む天の川銀河は100億年前の他の銀河と大衝突していたことが分った。そしてこの銀河大衝突は人類が地球に存在する上で大きな意味を持っている事も分かった。最新の天文学から人類誕生の壮大なストーリーに迫る。 |
| #119 | 2019/5/16  | プラネット・ハンター 地球外生命探査の最前線    | 「プラネットハンター」とは地球外生命が住む惑星を探す科学者達のことだ。新進気鋭の惑星科学者・成田憲保氏もその1人である。次世代のサイエンスコミュニケーターとして人気と大きな期待が寄せられている、成田憲保氏に地球外生命探査の最前線について解説していただく。 |
| #120 | 2019/5/23  | にゃんこ博士が説く? 量子が教えてくれる宇宙の謎 | 宇宙猫・スペースキャットのコズミックにゃんこ博士が「この宇宙はなんでできているのか?」という難解な謎に迫る。宇宙に存在する全てのものは固体でなく、「量子」と呼ばれる“もや”のようなものである。この不思議な量子の振る舞いをわかりやすく解説する。 |
| #121 | 2019/5/30  | 占星術に魅せられて～星座をめぐる物語～         | 日常生活の中で目にする12の星座による星占いの歴史の発症の地は5000年ほど前のメソポタミア地方である。何故、占星術は脈々と受け継がれてきたのか? エリザベス女王の運勢を星から読みとく占星術サークルの女性達や占星術で修士号のとれる大学等を紹介する。 |
| #122 | 2019/6/6   | ザ・プラネッツ ひとときの楽園 水星・金星       | 46億年前に誕生した太陽系の惑星のの知られざる波乱万丈の歴史を壮大なCGで描き出す全5回シリーズ。1回目は、地球によく似た岩石惑星の水星と金星。「死の惑星」と思われていたこれらの星は地球のような楽園の時代があったという。多くの探査によって明らかになった水星と金星の素顔を解説していく。 |
| #123 | 2019/6/13  | ザ・プラネッツ 運命を分けた姉妹惑星 火星       | 46億年前に誕生した太陽系の惑星のの知られざる波乱万丈の歴史を壮大なCGで描き出す全5回シリーズの2回目はかつて水と大気が豊富で現在の地球と似ていると言われた「火星」。しかしこの2つの惑星、「地球」と「火星」はそれぞれ全く異なる姿に変貌を遂げた。火星が地球と全く異なる姿に変貌した謎を解明する。 |
| #124 | 2019/6/20  | ザ・プラネッツ 私たちの命運を握る 木星         | シリーズ・プラネッツ。3回目は太陽系の惑星の配列を大きく変えて、地球にも大きな影響を与えた、太陽系で最も大きく、巨大な重力を持つ惑星・木星。はるか6億km以上離れた木星は現在の人類繁栄にも大きく関わっていた。最新科学探査をもとにした高精細CGでその謎を解説する。 |
| #125 | 2019/7/4   | ザ・プラネッツ 破壊と創造の暴君 土星           | シリーズ「ザ・プラネッツ」の4回目。破滅的な事件を繰り返しながら、創造の歴史を歩んできた、土星。その美しいリングは土星が持つ強力な重力が作ったものだ。そして土星を回る衛星には生命がいる可能性が秘められている。最新科学探査と高精細CGで土星の謎を解説する。 |
| #126 | 2019/7/18  | アポロ11号 8日間の旅路 はるかなる月へ          | アポロ11号の打ち上げから帰還するまでの8日間を2本シリーズでお届けする1回目。今回は50年前の1969年7月20日、アポロ11号が人類初の月面着陸に成功した宇宙飛行士たちの肉声を使い、忠実にドラマで再現する。管制室とのやりとり及び帰還するまでの8日間を解説する。 |
| #127 | 2019/7/25  | アポロ11号8日間の旅路 はるか月からの帰還       | アポロ11号の打ち上げから帰還するまでの8日間を2本シリーズで描く完結編。50年前の1969年7月20日、アポロ11号が人類初の月面着陸に成功し、その世紀の瞬間は全世界に生中継され人々を熱狂させた。地球へ帰還するため月面を飛び立つまでの模様を忠実に再現したドラマでお届けする。 |
| #128 | 2019/8/1   | ザ・プラネッツ 太陽系の果て 未踏の世界へ       | 波乱万丈の歴史を壮大なCGで描き出す全5回シリーズの最終回。天王星には謎の雲、海王星には時速2千キロの暴風、海王星の衛星トリトンには高さ数キロに及ぶ大噴出が発生していた。これら太陽系の最果てを高精細なCGで迫る。 |
| #129 | 2019/9/19  | 目撃! 太陽系の最果て                           | 2019年、NASAの探査機ニューホライズンズは13年にも及ぶ旅路の末、「太陽系が誕生したときに最初に作られた46億年前の天体の姿をついに目撃した!」と科学者達に言われている。この人類史上最遠の天体に大接近の成功を最新探査を元に太陽系誕生について解説する。 |
| #130 | 2019/9/26  | エイリアン・ワールド 生命の惑星を探し出せ!     | NASAは探査機「テス」を打ち上げ、地球外生命の惑星を探すために、観測を行っている。地球とは完全に異なるその「異形の世界」にどのような生物が存在するのか最新の科学を元にその謎を解明する。 |
| #131 | 2019/10/10 | 謎のゴールデンハット 秘められた古代天文学      | 高度な技術で黄金が薄くのばされ、表面には不思議な円模様の装飾、黄金の帽子「ゴールデンハット」は今から3000年前に作られた。いったい誰が何の目的のために作ったのか? 実はこのゴールデンハットにはカレンダーの役目があり、日食や月食という複雑な天体現象の予測に使用されていた可能性がある。この古代文明の謎を究明する。                                                                                          |
| #132 | 2019/10/24 | 体感! 宇宙旅行                                 | 2019年2月にはアメリカのベンチャー企業が利用を民間人に広げたサービスとして国際宇宙ステーションに滞在したり、月を周回したりと夢のような計画が発表されている。仮にあなたが宇宙旅行に行った場合に宇宙の絶景ポイントやシャッターチャンスを指南。宇宙での体験を徹底して解説する。 |
| #133 | 2019/11/7  | 日本人の暦を作った男 渋川春海                  | 渋川春海は江戸時代まで使われていた暦の決まりを作った人物である。その暦の決まりに基づき、新天皇による一世一代の神事「大嘗祭」の日取りは決められた。本職は江戸幕府お抱えの囲碁棋士で天文暦学や算術にも精通していた。渋川春海の半生を史上初、時代劇ドラマで迫る。 |
| #134 | 2019/11/28 | はやぶさ2の大冒険! 快挙の舞台裏                | 惑星探査機はやぶさ2は1年5か月に及ぶリュウグウでの探査を終え、11月13日に地球に向けて出発した。ミッションは大ピンチに立たされながら1年5か月に及んだリュウグウ滞在の間に歴史的な快挙が成し遂げた。はやぶさ2の中心メンバーにロングインタビューを元にミッション成功の舞台裏を解説する。 |
| #135 | 2020/1/9   | 宇宙から診断 地球の健康チェック                | 地球の現状を国際宇宙ステーション（ISS）を始め、4400もの人工衛星から観測したデータを各分野の専門家が分析する。そしてその診断結果を元に「処方薬」を発表する。 |
| #136 | 2020/1/16  | ムーン・ラッシュ“月開拓時代”の幕開け           | 荒涼としたようにみえる月には、大量の水が存在し、様々な鉱物資源もあることが判明した。現在、アポロ計画で有人探査に成功したアメリカに続き、中国とインドも有人探査に向けて準備を進めている。、ゴールドラッシュならぬ、ムーン・ラッシュで賑わいつつある月開拓時代を最新成果から解説する。 |
| #137 | 2020/2/13  | 浮かび上がる火星の真実 探査機インサイト        | 何故、「火星」は赤い大地に、4000kmにおよぶ大渓谷や、高さ27000mの火山などダイナミックな地形が広がる姿となったのだろうか? その謎を解き明かす鍵を握るのが火星の“内部”に探査機「インサイト」が送り込まれた。最新の観測結果から火星の真実を解明する。 |
| #138 | 2020/2/27  | はやぶさ2のライバル オシリスレックス最新報告   | NASAの探査機「オシリス・レックス」と日本の探査機「はやぶさ2」の両者はライバル関係にある。今回、「はやぶさ2」のライバル「オシリス・レックス」に課されたミッションは「はやぶさ2」と同じ小惑星からサンプルを持ち帰る事である。日米の宇宙機関の極秘とされていた関係を紹介する。 |
| #139 | 2020/3/26  | 世界初の惑星着陸 旧ソ連・執念のベネラ計画      | 今から50年前、人類初の金星の無人探査機着陸を成功させた。成功に辿り着くまでは22年もの長い時間がかかった。金星は地球と似た環境と思われていたが、気温は500℃、気圧は100気圧とまさに地獄の世界そのものであった。金星の無人探査機着陸を成功に導いた、執念と情熱のベネラ計画について解説する。 |

| #140 | 2020/4/2   | スター誕生 宇宙に輝く奇跡の瞬間                            | 我々の天の川銀河では年に数個の星（恒星）が誕生している。星は巨大なガスの塊の奥深くで作られていて、その誕生過程は詳細までは今でも分かっていない。星誕生のメカニズムを最新の観測機器や高度なコピューター・シミュレーションで最新研究を元に解明する。 |
| #141 | 2020/4/9   | 大量絶滅ビッグファイブ生命進化の謎に迫る 前編              | 地球の歴史では6600万年前に起った恐竜の大絶滅以外にも“ビッグファイブ”と呼ばれる5度の大量絶滅が繰り返されていた。これらの大量絶滅が繰り返されていた中で生物はいかにしてこの逆境を乗り越え、我々人類の進化に繋がったのかを前後編の2回ににわたりCGで再現しながら解説していく |
| #142 | 2020/4/16  | 大量絶滅ビッグファイブ生命進化の謎に迫る 後編              | 地球の生物に5度の大量絶滅をもたらした“ビッグファイブ”を解説する後編の今回は恐竜が絶滅した第5の大量絶滅を中心に古代生物をCGで再現し、生命のドラマについて解説する。 |
| #143 | 2020/5/14  | 宇宙の怪物 ガンマ線バースト                                | 「ガンマ線バースト」がわずか数十秒で出すエネルギーは太陽が一生かけて放出するパワーに匹敵する。しかしながら「ガンマ線バースト」は神出鬼没かつ瞬時に消滅してしまうため半世紀を費やし、研究者達はその謎を研究してきた。2019年1月、東京大学のチームが地上にある望遠鏡で史上最強クラスのガンマ線バーストの観測に成功した。最新の研究からその謎に迫る。                                                  |
| #144 | 2020/5/25  | U.F.O.の真実                                               | アメリカ国防総省は2020年4月に海軍の戦闘機が撮影したUFOの映像を公開し波紋を呼んでいる。目撃したパイロットがニュース番組に出演し公の場で証言したり、国防総省はUFO現象を調査する極秘機関を立ち上げたり大きな動きがある。アメリカやフランスの研究機関が進める最新UFO調査について解説する。 |
| #145 | 2020/6/4   | 極地大冒険 氷から見える地球史 前編                         | 壮大な北極と南極の氷の世界から知られざる地球史を垣間見ることができる。その一つがカナダ最北部の島では5000万年前の切り株の発見により、当時の北極には温暖な沼地が広がり、亜熱帯性の植物に恵まれていた事が伺える。激しい変動を繰り返す地球の気候史を極地研究により解説する。 |
| #146 | 2020/6/11  | 極地大冒険 氷から見える地球史 後編                         | 2回に渡り氷の世界から知られざる地球史を解説するその後編。ロシアの湖で掘削された堆積物から過去350万年の地球の気候は太陽系の運動が生み出すサイクルにより氷期と間氷期を繰り返してきた事がわかった。今後、人類が直面する未来の気候を過去の温暖化を参考に解明する。 |
| #147 | 2020/6/25  | 旅する宇宙 メキシコ                                        | 国立人類学博物館では、正確な太陽観測を行っている。そしてマヤ文明では独自の暦を生み出していた。さらにかつてアステ力文明は太陽神を崇拝し太陽に活力を与えようと太陽殿の上で生きた人間の心臓を取り出し捧げるという儀式を行っていた。歌手・荻野目洋子さんが宇宙の神秘を求めて陽気なメキシコ人と交流しつつ、テオティワカン遺跡、近代天文学発祥の地・チャプルテペク城等を巡りつつ天文学の原点を解説する。 |
| #148 | 2020/7/2   | 東京プラネタリウム? 七夕 恋をかなえる星月夜?               | プラネタリウムには街明かりで星空を失った大都市・東京に江戸時代の浮世絵の多くに満天の星が再現されている。もし東京の明かりが一斉に消えた時の東京の星空を再現する。 |
| #149 | 2020/7/16  | スターゲイザー 星空の冒険者たち                            | 写真家KAGAYAさんの舞台裏に密着し、世界で最も信頼されている日本製望遠鏡の秘密と「星の探究者・スターゲイザー」について解説する。 |
| #150 | 2020/7/23  | 奇跡の新大陸!? 西之島 地球史の冒険者たち                   | 噴火を繰り返す西之島は地球に大陸が生まれた謎や生命進出の歴史に迫れる、太陽系の中でも珍しい火山である。5年間にわたる西之島の大冒険を交え、知られざる地球史を解明する。 |
| #151 | 2020/9/3   | 超予測! 地球外生命との遭遇                                 | AI宇宙船が西暦2157年、4.7光年先の架空の惑星ミネルバBに赴いた。そこで探査ロボットは未知の生命体を発見した!! 科学者の証言、知識を元に地球外生命との遭遇を映像化する。 |
| #152 | 2020/9/24  | アイアン・プラネット                                       | 現在、ユーラシア各地で古代の製鉄遺跡等の発見・出土が続いている。人類の鉄の伝授及び発展が確認された。鉄の惑星・地球で繰り広げられてきた人類の壮大な物語を解説する。 |
| #153 | 2020/10/8  | 天と地の革新～江戸天文学、三人の俊才～                     | 日本の天文学を大きく飛躍させた江戸時代の秀才、3人について解説する。暦づくりに挑んだ「渋川春海」、天文学者として日々天体観測を行った天文将軍「徳川吉宗」、17年をかけて日本全土を実地測量し詳細な日本地図を作成した「伊能忠敬」。彼らの偉業と隠された舞台裏を解説する。 |
| #154 | 2020/10/22 | オーシャンワールド 太陽系の知られざる姿                    | マイナス220℃の極寒の世界、冥王星の内部には液体の海が存在する可能性がニューホライズンズの探査により可能性が大きくなった。太陽系の地球以外にも海をもつ天体について最前線の研究から迫る。 |
| #155 | 2020/11/12 | 宇宙は美しい! ハッブル宇宙望遠鏡の30年                     | 「ハッブル宇宙望遠鏡」はこの30年間に「神秘的で美しい」宇宙の姿を届け続けている。その中から選りすぐりの素晴らしい映像とともに新たに開いた宇宙の扉の先を紹介していく。 |
| #156 | 2020/11/26 | いにしえの天文学者 安倍晴明                                | 陰陽師・安倍晴明は天文や暦を司る役人で、しかも優れた知識を武器に占いや儀式で平安時代のスーパーヒーローとして活躍していた。その知られざる実像を稲垣吾郎が再現する。 |
| #157 | 2020/12/10 | 見えない天体! ブラックホールの闇に魅せられて               | アインシュタインがブラックホールの存在を発表してから約100年経つが、その研究には日本の研究者たちも大きく関わってきたのだ。ブラックホールの全貌と残された謎についてノーベル物理学賞に選ばれた、3人の研究者の成果を元にその謎を解明していく。 |
| #158 | 2020/12/17 | 国際宇宙ステーション運用20年 日本の挑戦の未来              | 国際宇宙ステーションは2020年11月に本格運用から20年を迎えた。そこには現在、野口聡一宇宙飛行士が滞在中である。ISS、国際宇宙ステーションの完成までの波乱万丈の軌跡及び今後の計画である月や火星の探査計画に迫る。 |
| #159 | 2020/12/24 | はやぶさ2 帰還、そして旅立ち                               | 目的地、小惑星リュウグウへ探査機「はやぶさ2」が往復6年の旅を経て採集サンプルを無事に地球に届けた。探査機「はやぶさ2」の困難の連続を潜り抜けたその栄光への軌跡を解説する。 |
| #160 | 2021/1/21  | “宇宙アニメ”は実現する!?                                   | 宇宙を舞台にしたアニメに登場する“ガンダム”や“エヴァンゲリオン”等、数々のロボットの「重力制御」「ワープ航法」「テラフォーミング」など夢の技術は実現可能かを最先端の科学より解説する。 |
| #161 | 2021/1/28  | 冒険者たちが語る太陽系のヒミツ グランドツアー              | 太陽系の謎を科学者たちの貴重な証言を元にシリーズで紹介していく。その第1回目はこれまで我々の住む太陽系の謎に迫るため、太陽系のさまざまな天体に探査機を送り出してきた。 今回は太陽から冥王星の彼方までの太陽系探査の旅のハイライトを科学者たちの貴重なインタビューを元に紹介する。 |
| #162 | 2021/2/11  | はやぶさ2のライバル オシリス・レックス サンプル採取に挑む! | 2020年10月に小惑星「ベンヌ」のサンプル採取に成功したＮＡＳＡの探査機「オシリス・レックス」がその採取した試料は2023年に地球へ持ち帰る予定である。今回は「はやぶさ2」チームの協力のもと行われたミッションについて解説する。 |
| #163 | 2021/2/25  | 冒険者たちが語る 太陽系のヒミツ 太陽と水星                 | 太陽系の謎を科学者たちの貴重な証言を元にシリーズで紹介していく。その第2回目は太陽と水星のヒミツを探査機調査やその研究を解説する。 |
| #164 | 2021/3/4   | 惑星探査の先駆け“ひてん”波乱万丈の軌跡                     | 世界初の「2重スイングバイ」や「エアロブレーキ」に挑む1990年に打ち上げられた実験衛星“ひてん”。探査機「はやぶさ」への道筋を作った計画について解説する |
| #165 | 2021/3/18  | 冒険者たちが語る 太陽系のヒミツ 金星                       | 太陽系の謎を解き明かしてきた科学者たちの貴重な証言で迫る大冒険の舞台裏を紹介するシリーズの3回目。今回は金星の秘密を探求してきた探査機及びその研究の成果を紹介していく。 |

2021年4月1日の放送からリニューアルされて「☆NEXT」が取れた新タイトルとなり、番組のテーマ曲やCGも新しくなった。
| #166 (#001) | 2021/4/1   | 破壊か創造か!? 神秘の物質 メタン                | 大気中に微量にしか存在しない「メタン」は地球史上重要な役割を果たし、 地球の未来の運命をも決定するであろうと言われている。「メタン」の実態調査に密着しその実像について解説する。 |
| #167 (#002) | 2021/4/8   | 8億年前の地球大異変 月が教えてくれたこと        | 8億年前の“無数の隕石”が地球と月にシャワーのように降り注いだ事は地球にどのような影響をもたらしたのか? その謎について解明する。 |
| #168 (#003) | 2021/4/15  | 冒険者たちが語る、太陽系のヒミツ“火星”          | 太陽系の謎を解き明かしてきた科学者たちの貴重な証言で迫る大冒険の舞台裏を紹介するシリーズの4回目。今回は人類を魅了してきた赤い惑星,火星に「火星人はいるのか? 火星に生命はいるのか?」について取り上げる。幾度も探査機を送り込み、その結果に一喜一憂してきた科学者たちの冒険の記録について解説する。                                                           |
| #169 (#004) | 2021/4/29  | “水惑星”地球・大地創造のヒミツに迫れ!           | 地球にしかない表面を覆う「海」の存在は地球以上の様々な絶景を華やかに見せるカギだ。偉大なる存在「海」と大地創造の秘密を解説する。 |
| #170 (#005) | 2021/5/13  | 冒険者たちが語る 太陽系のヒミツ 木星            | 太陽系の謎を解き明かしてきた科学者たちの貴重な証言で迫る大冒険の舞台裏を紹介するシリーズその第5回目。今回は木星の壮大なヒミツに挑んできた探査機や研究の成果を解説していく。 |
| #171 (#006) | 2021/5/27  | すばるとアルマから 親愛なる宇宙へ               | 日本の大型望遠鏡「すばる」は完成から20年が経過し、そして世界最大の望遠鏡「アルマ」は10年を迎えた。この建設の裏話から最新研究を解説する。 |
| #172 (#007) | 2021/6/10  | 冒険者たちが語る 太陽系のヒミツ 小惑星 彗星     | 太陽系の謎を解き明かしてきた科学者たちの貴重な証言で迫る大冒険の舞台裏を紹介するシリーズその第6回目。 地球に水と生命をもたらした謎を解くカギである、小惑星と彗星の探査の舞台裏を解説する。最新の科学的成果に繋がった歴史的なミッションを全公開する。 |
| #173 (#008) | 2021/6/24  | 原始ブラックホール 宇宙創成のマスターキー       | 「原始ブラックホール」は天才物理学者・ホーキング博士が提唱した天体で、宇宙に関する理解を深める中で謎を解き明かすマスターキーではないかと重要視されている。その「原始ブラックホール」について解説する。 |
| #174 (#009) | 2021/7/8   | 火星に生命を探せ! 探査車パーシビアランスの挑戦  | 火星に存在したと考えられる生命の発見を目的として、2021年2月に火星着陸した「パーシビアランス」。初の「火星ヘリコプター」等の最先端の研究を紹介する。 |
| #175 (#010) | 2021/7/15  | 冒険者たちが語る太陽系のヒミツ 土星             | 太陽系の謎を探求してきた科学者たちの証言で迫る大冒険の舞台裏を紹介するシリーズの第7回目。探査機による土星のヒミツの研究の成果を解説する。 |
| #176 (#011) | 2021/9/2   | 冒険者たちが語る 太陽系のヒミツ 冥王星          | 太陽系の謎を探求してきた科学者たちの証言で迫る大冒険の舞台裏を紹介するシリーズの第8回目の最終回は、冥王星の秘密を探求してきた探査機やその成果を紹介する。 |
| #177 (#012) | 2021/10/7  | 恒星間天体 異世界からの訪問者                   | 地球に近づき離れたあと二度と戻ってこない天体,「恒星間天体」。宇宙のはるか彼方からやってくるこの天体の発見が継続している。「恒星間天体」に関しての研究者の挑戦を解説する。 |
| #178 (#013) | 2021/10/21 | 海の起源をめぐるミステリー                      | 地球の7割を覆う海の起源が、日本人研究者の活躍でようやく解明されようとしている。この海は地球形成時にすでにあったのか、後に宇宙から流れ着いたのか、その起源について解説する |
| #179 (#014) | 2021/11/4  | レディ・サピエンス                              | 従来考えられていた、古代の人間社会がま最先端の科学によりそれとは異なる見解が示されてきた。原始の女性像「レディ・サピエンス」からの存在について新たな視点から解説していく。 |
| #180 (#015) | 2021/11/18 | 江戸のダ・ヴィンチ 国友一貫斎                   | 鉄砲鍛冶・国友一貫斎は江戸時代後期に空気銃や望遠鏡の製作、そして飛行機の設計まで驚きのアイデアと技術で知られている。レオナルド・ダ・ヴィンチにも劣らぬ奇抜なアイデアはどのように築かれたのか? 日本の近代科学技術の礎を築いた国友一貫斎の生涯に迫る。 |
| #181 (#016) | 2021/11/25 | 急増! 宇宙ゴミ スペースデブリに挑む先駆者たち   | 衝突すれば人工衛星は木っ端みじんになる、宇宙のゴミ・スペースデブリ。いまや地上から観測できるものだけでも3万個を超える。宇宙空間で世界初となる「ゴミの捕獲実験」に成功したイギリスのデブリ除去衛星。そして日本のベンチャー企業が送り込んだ実証衛星は「デブリとのドッキング」という離れ業に成功した。スペースデブリの問題と格闘する先駆者達について解説する。 |
| #182 (#017) | 2021/12/9  | ホットハウス・アース 温暖化破局は回避できるのか | 地球は地球温暖化が暴走の限界を超えた時「ホットハウス・アース」と呼ばれる酷暑の星になる。この最悪の事態を回避できるか否か地球の未来について迫る。 |
| #183 (#018) | 2021/12/16 | 地球科学者の先駆け 猿橋勝子                     | 猿橋勝子は地球温暖化や核実験による放射能汚染など、深刻な環境問題に取り組んだ女性科学者の第一人者である。 戦後間もなく彼女は世界的な研究成果を残した。1954年、日本の漁船が被爆した「第五福竜丸事件」が発端となり、放射能汚染を分析し、その悪影響を突き止めた。女性の地位向上に尽力し、数々の世界的な研究成果を残した猿橋勝子の生涯について解説する。         |
| #184 (#019) | 2021/12/23 | スターゲイザー～受け継がれる星の記憶～          | 古来星空のもとで生きてきた、北海道で暮らすアイヌの民と沖縄の八重山の民も、星の様子から漁の成否を占ったり、星の位置から種まきの時期を決めていた。異彩な星文化を持つ、北海道と沖縄県「八重山地方」の人々の生活と密接に結びついた天文知識がどのような影響をもたらしたのかについて解説していく。                                                                |
| #185 (#020) | 2022/1/6   | 宇宙をひらく 究極の“時間”に迫れ!                | 場所を問わず一定に流れる「時間」。だかその本質に迫る研究では「時間の流れが場所により異なる」。謎の存在「時間」の本質とその正体について解説する。 |
| #186 (#021) | 2022/1/27  | 巨大火山が覚醒する!? 西之島2020-2021」          | 小笠原に浮かぶ絶海の火山島・西之島の地下で今、何が起きているのか?! そして「溶岩」と「火山灰」しかない不毛の大地にどうやって植物が育ち、生態系が育まれているのか? 上陸を禁じられた島での貴重な記録の数々を最新映像を元に解説する。 |
| #187 (#022) | 2022/2/24  | 幽霊粒子ニュートリノをとらえろ                  | ニュートリノとは物質を構成する最小単位・素粒子の一つである。捕捉する事が難しいゆえに「幽霊粒子」とも呼ばれている。ニュートリノは3つの種類の間で「変身」するという奇妙な性質を持っている。その正体は何なのか? 研究の最前線を解説する。 |
| #188 (#023) | 2022/3/10  | 始まる! 宇宙旅行 新時代                         | NASAの飛行士などいわゆる「プロ」が搭乗しない、初めての試みがアメリカで9月に実現した。実際に体験した2人の証言から宇宙旅行が人生にあたえる影響が見えてきた。月旅行を目標にしている実業家・前澤友作さんの密着映像から「どのような準備・訓練が必要なのか」を解説する。                                                                                          |
| #189 (#024) | 2022/3/24  | アマゾンの“空飛ぶ川” 見えてきた地球規模の水循環 | 南米アマゾン上空の水蒸気の巨大な帯「大気の川」は、地球規模での水循環へ影響を与えているという。目に見えない水の流れを読み解こうとする研究者たちの挑戦に迫る。 |
| #190 (#025) | 2022/3/31  | シリーズ古代遺跡透視 マヤ文明の謎を解き明かせ   | 謎多き古代文明マヤ。全貌を解き明かすため、いま日本の研究者たちが果敢に調査を行っている。宇宙線を使った遺跡透視で王墓を探索。湖の堆積物から文明衰退の原因に迫る! |

| #191 (#026) | 2022/4/7   | 北極大漂流 氷の中の1年                                      | 2019年から1年間、北極圏で前代未聞の科学調査が行われた。大型砕氷船を氷に固定し、氷とともに漂流。温暖化研究の空白地帯、北極で行われた長期調査に密着した。          |
| #192 (#027) | 2022/4/21  | 宇宙探査 新時代 小さな冒険者たちの挑戦                      | 今、宇宙探査は新たな局面を迎えようとしている。主役は超小型衛星。10機の超小型衛星が月に向かう超巨大ロケットに相乗りし、野心的なミッションを行うというのだ。       |
| #193 (#028) | 2022/5/5   | 再び月へ 次世代メガロケット SLS発進!                        | アポロ計画から半世紀の空白を経て、人類が再び月面に降り立とうとしている。月に向かうために開発されたのがＮＡＳＡの次世代メガロケット・SLS。その開発秘話に迫る。    |
| #194 (#029) | 2022/5/12  | ナゾの巨大爆発 スーパーフレア                               | 太陽のような星の表面で起きる超巨大爆発・スーパーフレア。これまで多くが謎のままだったが、2021年に日本の若き天文学者が世界で初めて観測に成功した。                 |
| #195 (#030) | 2022/6/2   | 太陽 vs 地球磁場 天使か? 悪魔か?                            | 地球へと常に吹き続ける激しい「太陽風」。この脅威から私たちを守る盾が「地球の磁場」だ。太陽風と地球システムとの攻防戦に、点滅を繰り返す謎のオーロラ研究から迫る。 |
| #196 (#031) | 2022/6/16  | カーボンプラネット 炭素と地球 知られざる物語                | 「カーボンニュートラル」など、地球温暖化への懸念から注目されている炭素。ところが視点を変えると地球は巨大な炭素循環によって成り立っていることが分かってきた。     |
| #197 (#032) | 2022/7/14  | アマチュア天文学の父 山本一清                               | 新天体発見の数が世界一と言われる日本のアマチュア。日本はどのようにアマチュア天文大国となったのか？その礎を築いた天文学者・山本一清の生涯に迫る。                 |
| #198 (#033) | 2022/7/21  | ウイルスプラネット                                          | これまで幾度となく人類の脅威となってきたウイルス。「宿主に感染する」という仕組みが、地球の様々な活動のコントロールにつながっている可能性が浮かび上がっている。   |
| #199 (#034) | 2022/8/11  | 流星群 星降る夜の謎                                         | 毎年、決まった時期に空の一点から数多くの流れ星が飛ぶ「流星群」。ところが、日本人研究者がミステリアスな流星群の出現を予測。いったいどんな流星群を目撃するのか。   |
| #200 (#036) | 2022/9/15  | コスケール 海に沈む古代洞窟                                 | 南フランスの地中海の海底にコスケール洞窟の入り口がある。岩のトンネルを進んだ先には広大な空間があり、壁には旧石器時代の人類が描いた壁画が残る。この調査に密着。   |
| #201 (#037) | 2022/9/22  | 相対論 vs. 量子論 事象の地平線と“異次元のダンス”            | 「この世界は全てホログラムのような幻影だ」という信じがたい宇宙像が、物理学者たちの間で議論されている。ブラックホール研究に端を発した理論物理学の大激論に迫る。   |
| #202 (#038) | 2022/9/29  | 史上最大の宇宙望遠鏡 ジェイムズウェッブ始動!                | 2021年に打ち上げられた「ジェイムズウェッブ宇宙望遠鏡」が本格稼働を開始。驚異の宇宙の画像が続々と発表されている。望遠鏡開発の舞台裏に長期密着した。               |
| #203 (#039) | 2022/10/13 | 地球に酸素が生まれた日                                      | 地球が生命の惑星となった理由の一つは、大気中に酸素があるから。ところが46億年前の誕生時には存在していなかったという。一体、いつ、どうして酸素ができたのか？       |
| #204 (#040) | 2022/10/27 | 地動説 〜謎を追い続け、近代科学を生んだ人々の物語〜         | 「地動説」をテーマにした漫画「チ。～地球の運動について～」とコラボレーション! 名シーンをアニメ化すると共に、真理を追究し地動説にたどり着いた科学者の姿に迫る。   |
| #205 (#041) | 2022/11/3  | 95%のダーク 宇宙を支配する謎の力                            | 夜空に輝く星や銀河など、観測できる天体は宇宙全体のたった5%にすぎないという。残りの95%は見ることも触ることもできない謎のモノで満ちていることが分かってきた。      |
| #206 (#042) | 2022/12/1  | 雷 〜知られざる全貌に迫る〜                                 | 地球上では1日350万回も発生するというカミナリ。しかしどうして起きるのかは未だよくわかっていない。最新の機材による撮影と研究者との協力によってその全貌に迫る。     |
| #207 (#043) | 2022/12/8  | 気候変動のカナリア 山岳氷河                                 | 今、世界中の山岳氷河は地球温暖化により猛烈なスピードで縮小を続けている。その影響は大きく、海面上昇の3分の1が山岳氷河の解けた水に由来するという。                 |
| #208 (#044) | 2023/1/5   | 孤独な宇宙の旅人 はぐれ惑星                                 | 「地球のような惑星は、太陽のような恒星の周りを回るもの。」ところが、そんな常識を覆す惑星が次々と見つかっている。宇宙をひたすらさすらう、「はぐれ惑星」だ。       |
| #209 (#045) | 2023/1/19  | 地球防衛 史上最大の作戦                                     | 小惑星に探査機を衝突させて軌道を変える。まるで映画のようなNASAの大実験に密着! 天体衝突の脅威から地球を守ることはできるのか？ 地球防衛の最前線に迫る。            |
| #210 (#046) | 2023/2/2   | 謎の記号 祖先からのメッセージ                               | 祖先が洞窟に描いた壁画はよく知られるが、実は一見しただけでは意味が分からない記号も数多く描かれていることが最近の研究で明らかになってきた。どんな意味があるのか？ |
| #211 (#047) | 2023/2/9   | 生命の可能性は? 系外惑星探査最前線                          | 「この宇宙に、地球のように生命を育む惑星は存在するのか？」３０年ほど前までは夢物語に過ぎなかった太陽系外惑星探査の最前線を伝える。                               |
| #212 (#048) | 2023/2/16  | 人類初 火星サンプルリターン                                 | 今、火星が生命探査や人類移住の分野で熱い注目をあびている。その第一歩として火星の砂や岩石を地球に持ち帰る「サンプルリターン」計画が欧米、日本で進められている。   |
| #213 (#049) | 2023/3/2   | 海洋酸性化 静かに迫る危機                                   | 今、海は大気中の二酸化炭素を吸収し、水が酸性に傾く「海洋酸性化」が進んでいる。北極海では微生物の体が溶け、将来はカニや魚にも影響が出る可能性があるという。       |
| #214 (#050) | 2023/3/9   | 未知とのファーストコンタクト                                | 宇宙から受信した謎の信号が地球外知的生命のものだとしたら、世界はどうなるのか？科学者たちの証言と過去に実際にあった出来事を交え、緊迫の日々をドラマで描き出す。   |
| #215 (#051) | 2023/3/30  | 見えない宇宙を観測せよ!ジェイムズ・ウェッブ宇宙望遠鏡の挑戦 | 2022年に観測を開始したジェイムズ・ウェッブ宇宙望遠鏡は、人類が目にしたことのない宇宙の姿を続々と映し出している。それを可能にした技術と最新画像を読み解く。       |

| #216 (#052) | 2023/4/6   | 密着!超小型探査機の冒険                              | 2022年11月、日本の若手研究者が中心となって開発した、超小型探査機が月に向かって出発した。夢と不安が入り混じった現場に密着。果たして月にたどり着けるのか？         |
| #217 (#053) | 2023/4/20  | 奇跡の旅路 太陽大移動                                | 最新観測から、太陽の驚きの歴史が明らかになってきた。太陽は銀河中心部のバリアを抜け、外側へ大移動していた。生命の絶滅・進化と繋がる太陽・奇跡の旅路に迫る！       |
| #218 (#054) | 2023/6/15  | ついに目撃! 星の最期                                 | 太陽よりはるかに重い星が最後に起こす大爆発・超新星爆発。その残骸は花火のように美しいことで知られるが、その爆発の瞬間が、2020年9月に世界で初めて観測された。      |
| #219 (#055) | 2023/6/29  | 新型国産H3ロケット 指令破壊 その時何が?              | ３０年ぶりの新規開発となった国産大型ロケット・Ｈ３。およそ２年の延期の末、打ちあげられたが無念の失敗。その時いったい何がおきたのか？現場に密着した１か月半の記録 |
| #220 (#056) | 2023/7/13  | 天文シミュレーションがコンピューターの世界を変えた!? | 観測、理論につぐ第３の天文学として今、急速な発展を遂げているシミュレーション天文学。コンピューターを使い、望遠鏡で観測できない宇宙の謎を解き明かす。             |
| #221 (#057) | 2023/7/20  | 初期宇宙を切り開け!ジェイムズウェッブ1年目の成果     | 「ジェイムズウェッブ宇宙望遠鏡」が観測を始めて１年。初期宇宙の謎の解明に迫る新発見が相次いでいる。天文学に革命を起こすと言われる望遠鏡の最新成果をお届けする。   |
| #222 (#058) | 2023/7/27  | トンガ海底火山 噴火をめぐる謎                        | ２０２２年１月、南太平洋のトンガ王国で海底火山が噴火。８０００キロ近く離れた日本でも１ｍを超える潮位上昇が記録された。謎の「津波」の発生メカニズムを紐解いていく |
| #223 (#059) | 2023/8/3   | 宇宙という夢へ 〜密着・宇宙飛行士選抜試験〜          | われこそは、宇宙に行きたい！熱い思いを胸に４１２７人が挑んだＪＡＸＡ宇宙飛行士選抜試験に密着。人類がふたたび月を目指す時代にふさわしい宇宙飛行士の資質とは？     |
| #224 (#060) | 2023/8/10  | 見えてきた! 秘境 地球の中                            | 人類にとって最後の秘境は私たちの足元、地底だと言われている。地球中心までの深さは６４００ｋｍだが、人類が掘り進めたのは１２ｋｍ。ほとんど分かっていないのだ。     |
| #225 (#061) | 2023/8/31  | ロスト・クレーター 79万年前の天体衝突                | 地球規模での天体衝突の証拠があるにもかかわらず、これまで見つかっていないクレーターがある。失われたクレーターを探す科学者に密着した地球史発掘ドキュメント。       |
| #226 (#062) | 2023/9/7   | 天空の果てへ 有人気球・成層圏飛行への挑戦            | 「丸く弧を描く青い地球と漆黒の空」。宇宙飛行士さながらの壮大な光景を目にすることができるのが、気球による成層圏飛行だ。開発の最前線を１年半にわたって密着した。   |
| #227 (#063) | 2023/11/23 | 新素粒子発見!? 宇宙の常識が変わるとき                | 宇宙を作り上げる最小単位の物質・素粒子。現在見つかっているのは１７種類だが、今、新たな素粒子の存在が指摘されている。もし見つかれば宇宙の常識が変わるという。     |

### 関連特別番組
| 2016/2/11  | 25分 | 忍たま乱太郎の宇宙大冒険 with コズミックフロントNEXT 太陽系のお友だちの段              | アニメ『忍たま乱太郎』とのコラボレーション番組。乱太郎、きり丸、しんべヱの3人が、稗田八方斎が流れ星に当たって変身した八方星（声：平田広明）に連れられアヒルさん型宇宙船に乗り、地球から出て太陽系の天体を巡る冒険に出る。                                                                                       |
| 2016/3/5   | 25分 | 忍たま乱太郎の宇宙大冒険 with コズミックフロントNEXT 月ウサギがクレーターをかけるの段  | アニメ『忍たま乱太郎』とのコラボレーション番組。満月の夜、謎の光に連れ去られそうになった山田伝蔵（「伝子」に変装）と乱太郎ら3人は、アヒルさん型宇宙船で月ウサギ（声：櫻井孝宏）に遭遇し、彼の案内で月面を巡ることになる。                                                                                       |
| 2016/12/23 | 25分 | 忍たま乱太郎の宇宙大冒険 with コズミックフロントNEXT 天の川で赤ちゃん星を見つけた!の段 | アニメ『忍たま乱太郎』とのコラボレーション番組。 |
| 2016/12/24 | 25分 | 忍たま乱太郎の宇宙大冒険 with コズミックフロントNEXT ブラックホールで危機一髪!?の段    | アニメ『忍たま乱太郎』とのコラボレーション番組。 |
| 2017/8/23  | 60分 | 速報! アメリカ横断 皆既日食〜太陽の秘密に迫る                                          | 8月22日（米国時間21日）、アメリカで皆既日食が起きる。そして太陽の謎に迫る大規模な観測が各地で行われるのである。太陽のまわりをおおう太陽の表面よりはるかに高温「コロナ」が地球に被害を及ぼす可能性のある「磁気嵐」等について観測衛星など最先端技術を駆使して解説する。                                           |
| 2017/12/31 | 25分 | 忍たま乱太郎の宇宙大冒険 with コズミックフロントNEXT 火星で大そうさく!の段             | アニメ『忍たま乱太郎』とのコラボレーション番組 |
| 2017/12/31 | 25分 | 忍たま乱太郎の宇宙大冒険 with コズミックフロントNEXT 138億年前へひとっ飛び!?の段       | アニメ『忍たま乱太郎』とのコラボレーション番組 |
| 2018/1/11  | 90分 | コズミックフロント☆MUSIC                                                               | 番組で紹介してきた宇宙イベントの決定的瞬間や高精細4K星空映像を交えて上映し「2001年宇宙の旅」や「スターウォーズ」など宇宙映画の名曲、「宇宙戦艦ヤマト」など宇宙アニメの名曲等および、この番組のために宮川彬良氏が作曲した世界初演となる「宇宙 音楽絵巻」の演奏を披露する。                                       |
| 2018/3/27  | 60分 | コズミックフロント☆ヒーリング 心をいやす究極の星空 「北半球の夜」                      | ハワイ・マウナケア山頂からは、世界各国が設置した大型望遠鏡と天の川の絶景、そして北半球の美しい夜空。 |
| 2018/3/28  | 60分 | コズミックフロント☆ヒーリング 心をいやす究極の星空 「南半球の夜」                      | ボリビア・ウユニ塩原の鏡面星空絶景。チリ・アタカマ砂漠の標高5000メートルに設置されたアルマ望遠鏡と満天の星々および四季折々の風景と星空。 |
| 2018/3/29  | 60分 | コズミックフロント☆ヒーリング 心をいやす究極の星空 「日本列島の夜」                    | 日本列島から見上げた美しい夜空。桜と星空、富士山と星空、京都の橋と満月、棚田の水面に映る月、高山植物や日本アルプスと星空、皆既月食等。 |
| 2018/9/7   | 60分 | コズミックフロント☆ヒーリング 心をいやす究極の星空「アメリカの夜」                     | アメリカの雄大な大地から見上げた美しい風景と星空。夏の天の川から冬のオーロラ、さらには各地で観測を続けている天文台を紹介する。 |
| 2018/9/9   | 60分 | コズミックフロント☆ヒーリング 心をいやす究極の星空「日本星空紀行」                     | 日本列島から見上げた美しい夜空。富士山、中部山岳地帯、東北地方の松島や浄土ヶ浜。北海道の摩周湖や四季折々の風景を映し出す。 |
| 2018/12/24 | 90分 | コズミックフロント☆MUSIC「人類 未踏の地への挑戦」                                      | 高精細の映像とフルオーケストラが奏でる音楽の豪華コラボ番組。前半は「宇宙」、後半は「海」。映画「ライトスタッフ」や「アポロ13」、そして最新の宇宙探査機「はやぶさ2」の挑戦などを送る。 |
| 2019/3/31  | 60分 | コズミックフロント☆ヒーリング 「ランディが挑む アメリカ 夏の星空」                     | タイムラプスの名手、ランディ・ハルバーソンが、高精細の8K画像で挑んだアメリカの夏の星空を紹介。星々の下で光る稲妻と宇宙と大自然の神秘がさらに深まる映像で紹介。 |
| 2019/3/31  | 60分 | コズミックフロント☆ヒーリング「冬の星空」                                              | アメリカの星空カメラマン、ランディ・ハルバーソンが撮影したアメリカ、ハワイ、スバールバル諸島、北海道の冬ならではの星空の映像を極上の音楽とともに紹介。 |
| 2019/11/14 | 60分 | コズミックフロント☆MUSIC「飛び立て人類! いざ 宇宙大航海時代へ」                        | 今年はアポロ11号による史上初の月着陸から50年。ゲストに日本人で宇宙滞在最長記録を持つ宇宙飛行士の若田光一さんを迎え、宇宙にまつわる映画・ポップス・クラシック等の数々の名曲と貴重な映像と共にコンサート形式でお伝えする。そして伝説的バンド・QUEENと宇宙の意外な関係、宇宙探査における日本の活躍なども解説する。 |
| 2021/1/7   | 60分 | コズミックフロント☆MUSIC「2021夢がひらいた宇宙への道」                                 | 150年前のSF小説「月世界旅行」は夢物語だった宇宙への旅が描かれた物語だったがそれがもうすぐ手が届くようになった。宇宙飛行士・野口聡一さんは、「私たちはまさに、銀河鉄道の旅を始めたばかり」と語っている。宇宙と音楽のコラボでお届けする特別編を放送する。                                                         |